# Горе (Идрија)
Горе (словен. Gore, итал. Gora) је насељено место у општини Идрија, Горишка регија, Словенија.

## Историја
До територијалне реорганизације у Словенији биле су у саставу старе општине Идрија.

## Становништво
У попису становништва из 2011. године, Горе је имао 129 становника.
| Број становника према пописима | Број становника према пописима | Број становника према пописима |
| ------------------------------ | ------------------------------ | ------------------------------ |
| 1991                           | 2002                           | 2011                           |
| 134                            | 122                            | 129                            |

Напомена: Године 2017. извршена је мања размена територије између насеља Доле и Горе.